# Серата-Мерешень
Серата-Мерешень (рум. Sărata-Mereșeni) — село у Гинчештському районі Молдови. Входить до складу комуни, адміністративним центром якої є село Мерешень.

## Населення
За даними перепису населення 2004 року у селі проживали 665 осіб.
Національний склад населення села:
| Національність       | Кількість осіб | Відсоток |
| -------------------- | -------------- | -------- |
| українці             | 388            | 58,3%    |
| молдавани            | 235            | 35,3%    |
| росіяни              | 35             | 5,3%     |
| болгари              | 1              | 0,2%     |
| інша / без відповіді | 6              | 0,9%     |
| Всього               | 665            | 100%     |